# Čopotac
Čopotac (kokoška, lat. Neottia, sin.: Listera), rod biljaka iz porodice kaćunovki (orhideja) kojemu pripada 68 vrsta. Rod je nazivan i Listera, po engleskom prirodoslovcu Martinu Listeru, ali se danas sve vrste pripisuju u rod Neottia.
Vrste ovoga roda raširene su po umjerenoj sjevernoj polutki, te subarktiku i Arktiku, kroz veći dio Europe, sjevernoj Aziji i sjeveru Sjeverne Amerike, dok nekoliko vrsta raste i na Mediteranu, Indokoni i području SAD-a.
Vrsta koja raste i u Hrvatskoj šumska kokoška (Neottia nidus-avis), potpuno je bez klorofila i ima lišće svedene na ljuske. Druge poznatije vrste su srcoliki čopotac (Neottia cordata) i jajoliki čopotac (Neottia ovata).

## Vrste
1. Neottia acuminata Schltr.
2. Neottia alternifolia (King & Pantl.) Szlach.
3. Neottia atayalica T.C.Hsu
4. Neottia auriculata (Wiegand) Szlach.
5. Neottia bambusetorum (Hand.-Mazz.) Szlach.
6. Neottia banksiana (Lindl.) Rchb.f.
7. Neottia bicallosa X.H.Jin
8. Neottia biflora (Schltr.) Szlach.
9. Neottia bifolia (Raf.) Baumbach
10. Neottia borealis (Morong) Szlach.
11. Neottia brevicaulis (King & Pantl.) Szlach.
12. Neottia brevilabris Tang & F.T.Wang
13. Neottia breviscapa T.C.Hsu
14. Neottia camtschatea (L.) Rchb.f.
15. Neottia chandrae Raskoti, J.J.Wood & Ale
16. Neottia chenii S.W.Gale & P.J.Cribb
17. Neottia cinsbuensis T.P.Lin & D.M.Huang
18. Neottia confusa Bhaumik
19. Neottia convallarioides (Sw.) Rich.
20. Neottia cordata (L.) Rich.
21. Neottia deltoidea (Fukuy.) Szlach.
22. Neottia dentata (King & Pantl.) Szlach.
23. Neottia dihangensis Bhaumik
24. Neottia divaricata (Panigrahi & P.Taylor) Szlach.
25. Neottia fangii (Tang & F.T.Wang ex S.C.Chen & G.H.Zhu) S.C.Chen, S.W.Gale & P.J.Cribb
26. Neottia flabellata (W.W.Sm.) Szlach.
27. Neottia fugongensis (X.H.Jin) J.M.H.Shaw
28. Neottia fukuyamae T.C.Hsu & S.W.Chung
29. Neottia furusei T.Yukawa & Yagame
30. Neottia gaudissartii Hand.-Mazz.
31. Neottia hohuanshanensis T.P.Lin & Shu H.Wu
32. Neottia inagakii Yagame, Katsuy. & T.Yukawa
33. Neottia inayatii (Duthie) Schltr.
34. Neottia japonica (Blume) Szlach.
35. Neottia karoana Szlach.
36. Neottia kiusiana T.Hashim. & Hatus.
37. Neottia kuanshanensis (H.J.Su) T.C.Hsu & S.W.Chung
38. Neottia latilabris (Evrard ex Gagnep.) comb.ined.
39. Neottia listeroides Lindl.
40. Neottia longicaulis (King & Pantl.) Szlach.
41. Neottia mackinnonii Deva & H.B.Naithani
42. Neottia makinoana (Ohwi) Szlach.
43. Neottia maolanensis M.N.Wang
44. Neottia megalochila S.C.Chen
45. Neottia meifongensis (H.J.Su & C.Y.Hu) T.C.Hsu & S.W.Chung
46. Neottia microauriculata T.C.Hsu
47. Neottia microglottis (Duthie) Schltr.
48. Neottia microphylla (S.C.Chen & Y.B.Luo) S.C.Chen, S.W.Gale & P.J.Cribb
49. Neottia milinensis J.J.Lei & X.H.Jin
50. Neottia morrisonicola (Hayata) Szlach.
51. Neottia nanchuanica (S.C.Chen) Szlach.
52. Neottia nandadeviensis (Hajra) Szlach.
53. Neottia nankomontana (Fukuy.) Szlach.
54. Neottia nepalensis (N.P.Balakr.) Szlach.
55. Neottia nidus-avis (L.) Rich.
56. Neottia nipponica (Makino) Szlach.
57. Neottia nujiangensis X.H.Jin
58. Neottia nyinyikyawii X.H.Jin, A.T.Mu & H.A.Mung
59. Neottia oblata (S.C.Chen) Szlach.
60. Neottia ovata (L.) Hartm.
61. Neottia pantlingii (W.W.Sm.) Tang & F.T.Wang
62. Neottia papilligera Schltr.
63. Neottia pekinensis (X.Y.Mu & Bing Liu) comb.ined.
64. Neottia piluchiensis T.P.Lin
65. Neottia pinetorum (Lindl.) Szlach.
66. Neottia pseudonipponica (Fukuy.) Szlach.
67. Neottia puberula (Maxim.) Szlach.
68. Neottia shenlengiana T.C.Hsu
69. Neottia smallii (Wiegand) Szlach.
70. Neottia smithiana Schltr.
71. Neottia smithii (Schltr.) Szlach.
72. Neottia taibaishanensis P.H.Yang & K.Y.Lang
73. Neottia taizanensis (Fukuy.) Szlach.
74. Neottia tatakaensis T.C.Hsu & H.C.Hung
75. Neottia tenii Schltr.
76. Neottia tenuis (Lindl.) Szlach.
77. Neottia unguiculata (W.W.Sm.) Szlach.
78. Neottia ussuriensis (Kom. & Nevski) Sóo
79. Neottia wardii (Rolfe) Szlach.
80. Neottia wuyishanensis B.Hua Chen & X.H.Jin
81. Neottia yunnanensis (S.C.Chen) Szlach.
82. Neottia ×veltmanii (Case) Baumbach

## Sinonimi
- Archineottia S.C.Chen
- Bifolium Nieuwl.
- Cardiophyllum Ehrh.
- Diphryllum Raf.
- Diplandrorchis S.C.Chen
- Distomaea Spenn.
- Holopogon Kom. & Nevski
- Ibidium Dryand. ex Salisb.
- Listera R.Br.
- Neottidium Schltdl.
- Nidus Riv.
- Nidus-avis Ortega
- Ophris Mill.
- Pollinirhiza Dulac
- Triorchis Petiver ex Nieuwl.